# Ermengol Gassiot Ballbé
Ermengol Gassiot Ballbé (geb. 1972) ist ein katalanischer Prähistoriker an der UAB und Generalsekretär der Confederación General del Trabajo de Catalunya.
Ermengol Gassiot wurde 2014 zum Generalsekretär der CGT gewählt. Sein Programm fokussiert auf die Verbindung des traditionellen Syndikalismus mit den neuen sozialen Bewegungen.
Sein akademischer Forschungsschwerpunkt ist das Neolithikum und die Landschaftsarchäologie, bisweilen beschäftigt er sich auch mit Neuzeitarchäologie wie Massengräbern aus der Franco-Diktatur.
Im Februar 2018 wurde er verhaftet, da er sich 2011 bis 2013 an studentischen Protesten gegen den Bologna-Prozess beteiligt hatte. Ihm und den 26 Mitangeklagten, neben Studierenden eine Person aus der Verwaltung, drohen für die Blockade von Straßen und temporäre Besetzung des Universitätsrektorats zwischen 11 und 14 Jahre Haft.